# Monochamus abyssinicus
Monochamus abyssinicus là một loài bọ cánh cứng trong họ Cerambycidae.